# 8544 Сіґенорі
8544 Сіґенорі (8544 Sigenori) — астероїд головного поясу, відкритий 17 грудня 1993 року.
Тіссеранів параметр щодо Юпітера — 3,581.
Названо на честь Сіґенорі (яп. しげのり(重徳) сіґенорі).